# Statsmottoer i USA
 Denne artikel bør gennemlæses af en person med fagkendskab for at sikre den faglige korrekthed.

Alle 50 amerikanske stater, samt District of Columbia og tre territorier har et motto. Herunder findes en liste med samtlige mottoer i USA, samt en oversættelse til dansk og engelsk, hvis ikke mottoet er på engelsk.

## Mottoer
| Stat                 | Motto                                                       | Engelsk Oversættelse                                     | Dansk Oversættelse                                                              | Sprog          | Indført            |
| -------------------- | ----------------------------------------------------------- | -------------------------------------------------------- | ------------------------------------------------------------------------------- | -------------- | ------------------ |
| Alabama              | Audemus Jura Nostre Defendere                               | We Dare Defend our Rights                                | Vi Vover at Forsvare vor Rettigheder                                            | Latin          | 1923               |
| Alaska               | North to the Future                                         | -                                                        | Nord for Fremtiden                                                              | Engelsk        | 1967               |
| Amerikansk Samoa     | Samoa, Muamua le Atua                                       | Samoa, let God be first                                  | Samoa, lad Gud komme først                                                      | Samoansk       | 1973               |
| Arizona              | Ditat Deus                                                  | God Enriches                                             | Gud Beriger                                                                     | Latin          | 1863               |
| Arkansas             | Regnat Populus                                              | The People Rule                                          | Folket Styrer                                                                   | Latin          | 1907               |
| Californien          | Eureka                                                      | I found it                                               | Jeg har fundet det                                                              | Græsk          | 1849               |
| Colorado             | Nil Sine Numine                                             | Nothing without Providence                               | Intet uden Forsyninger                                                          | Latin          | 5. november 1861   |
| Connecticut          | Qui Transtulit Sustinet                                     | He, who transplanted, sustains                           | Han, som overførte, opretholder                                                 | Latin          | 9. oktober 1662    |
| Delaware             | Liberty and Independence                                    | -                                                        | Frihed og Uafhængihed                                                           | Engelsk        | 9. oktober 1662    |
| District of Columbia | Justita Omnibus                                             | Justice for All                                          | Retfærdighed til alle                                                           | Latin          | 3. august 1871     |
| Florida              | In God We Trust                                             | -                                                        | Vi Stoler på Gud                                                                | Engelsk        | 1868               |
| Georgia              | Wisdom, Justice and Moderation                              | -                                                        | Visdom, Retfærdighed og Mådeholdenhed                                           | Engelsk        | 1798               |
| Guam                 | Guahan i tano' chamorro                                     | Home of the Chamorros                                    | Chamorroernes Hjemsted                                                          | Chamorro       | 1945               |
| Hawaii               | Ua mau ke ea o ka 'āina i ka pono                           | The Life of the Land is Perpetuated by the Righteousness | Landets Liv bliver Vidreført af den Rætfærdige                                  | Hawaiiansk     | 31. Juli, 1843     |
| Idaho                | Esto Perpetua                                               | Let it be Perpetual                                      | Lad det være Endeløst                                                           | Latin          | 1890               |
| Illinois             | State Sovereignty, National Union                           | -                                                        | Statens Suverænitet, National Forening                                          | Engelsk        | 1819               |
| Indiana              | The Crossroads of America                                   | -                                                        | Amerikas Korsveje                                                               | Engelsk        | 1937               |
| Iowa                 | Our Liberties we price, and our Rights we will maintain     | -                                                        | Vi priser vor Frihed og bevarer vor Rettigheder                                 | Engelsk        | 1847               |
| Jomfruøerne          | United in Pride and Hope                                    | -                                                        | Forenet i Stolthed og Håb                                                       | Engelsk        | 1. januar 1991     |
| Kansas               | Ad Astra Per Aspera                                         | To the Stars through Difficulties                        | Til Stjernerne gennem Besvær                                                    | Latin          | 1861               |
| Kentucky             | United we stand, divided we fall eller Deo Gratiam Habeamus | Let us be Grateful to God                                | Forenede vil vi forblive, Adskilt vil vi falde Lad os være Taknemmelige for Gud | Engelsk Latin  | 1942 2002          |
| Louisiana            | Union, Justice, Confidence                                  | -                                                        | Forening, Retfærdighed, Tillid                                                  | Engelsk        | 1902               |
| Maine                | Dirigo                                                      | I lead                                                   | Jeg fører an                                                                    | Latin          | 1820               |
| Maryland             | Fatti Maschii, Parole Femine                                | Manly Deeds, Womanly Words                               | Mandlige Gerninger, Kvindelige Ord                                              | Italiensk      | 1874               |
| Massachusetts        | Ense Petit Placidam Sub Liertate Quietem                    | By the Sword we seek Peace, but Peace only under Liberty | Ved Sværdet søger vi Fred, men kun Fred under Frihed                            | Latin          | 1775               |
| Michigan             | Si Quaeris Peninsulam, Amoenam Circumspice                  | If you look for a Pleasant Peninsula, look around you    | Hvis du søger en Behagelig Halvø, så se dig omkring                             | Latin          | 2. juni 1835       |
| Minnesota            | L'étoile du Nord                                            | The Star of North                                        | Nordstjernen                                                                    | Fransk         | 1861               |
| Mississippi          | Virtute et Armis                                            | By Valor and Arms                                        | Af Tapperhed og Våben                                                           | Latin          | 7. februar 1894    |
| Missouri             | Salus Populi Suprema Lex Esto                               | Let the Welfare of the People be the Supreme Law         | Lad Folkets Vefærd være den Øverste Lov                                         | Latin          | 11. januar 1822    |
| Montana              | Oro y Plata                                                 | Gold and Silver                                          | Guld og Sølv                                                                    | Spansk         | 9. februar 1865    |
| Nebraska             | Equality before the Law                                     | -                                                        | Lighed før Loven                                                                | Engelsk        | 1867               |
| Nevada               | All for our Country                                         | -                                                        | Alt for vort Land                                                               | Engelsk        | 24. februar 1866   |
| New Hampshire        | Live Free or Die                                            | -                                                        | Lev Frit eller Dø                                                               | Engelsk        | 1945               |
| New Jersey           | Liberty and Prosperity                                      | -                                                        | Frihed og Velstand                                                              | Engelsk        | 26. marts 1928     |
| New Mexico           | Crescit Eundo                                               | It Grows as it Goes                                      | Det Vokser som det Går                                                          | Latin          | 1887               |
| New York             | Excelsior                                                   | Ever Upward                                              | Altid Opad                                                                      | Latin          | 1778               |
| North Carolina       | Esse Quam Videri                                            | To be, rather than to seem                               | Hellere være end at lade til                                                    | Latin          | 1893               |
| North Dakota         | Liberty and Union, Now and Forever, One and Inseperable     | -                                                        | Frihed og Forening, Nu og for Evigt, Én og Uadskillig                           | Engelsk        | 1889               |
| Ohio                 | With God, all Things are Possible                           | -                                                        | Med Gud er alting muligt                                                        | Engelsk        | 1. oktober 1959    |
| Oklahoma             | Labor Omnia Vincit                                          | Labor Conquers all Things                                | Arbejdskraft Overvinder Alting                                                  | Latin          | 10. marts 1893     |
| Oregon               | Alis Volat Propriis                                         | She Flies with her own Wings                             | Hun Flyver på egne Vinger                                                       | Latin          | 1854               |
| Pennsylvania         | Virtue, Liberty and Independence                            | -                                                        | Medførenhed, Frihed og Uaghængihed                                              | Engelsk        | 1875               |
| Puerto Rico          | Joannes Est Nomes Ejus                                      | John Is his Name                                         | Johannes Er hans Navn                                                           | Latin          | 1511               |
| Rhode Island         | Hope                                                        | -                                                        | Håb                                                                             | Engelsk        | 1644               |
| South Carolina       | Dum Spiro Spero eller Animis Opibusque Parati               | While I Breath, I Hope Ready in Soul or Resource         | Mens jeg Ånder, Håber jeg Klar i Sjæl eller Kilde                               | Latin          | 22. maj 1777       |
| South Dakota         | Under God the People Rule                                   | -                                                        | Under Gud Styrer Folket                                                         | Engelsk        | 1885               |
| Tennessee            | Agriculture and Commerce                                    | -                                                        | Landbrug og Handel                                                              | Engelsk        | 24. maj 1802       |
| Texas                | Friendship                                                  | -                                                        | Venskab                                                                         | Engelsk        | 1930               |
| Utah                 | Industry                                                    | -                                                        | Industri                                                                        | Engelsk        | 3. maj 1896        |
| Vermont              | Freedom and Unity                                           | -                                                        | Frihed og Fællesskab                                                            | Engelsk        | 20. februar 1779   |
| Virginia             | Sic Semper Tyrannis                                         | Thus always to Tyrants                                   | Således altid til Tyranner                                                      | Latin          | 1776               |
| Washington           | Al-ki                                                       | By and By                                                | Ved og Ved                                                                      | Chinook Jargon | -                  |
| West Virginia        | Montani Semper Liberi                                       | Mountaineers Are Always Free                             | Bjergbestigere Er Altid Frie                                                    | Latin          | 26. september 1863 |
| Wisconsin            | Forward                                                     | -                                                        | Fremad                                                                          | Engelsk        | 1851               |
| Wyoming              | Equal Rights                                                | -                                                        | Lige Rettigheder                                                                | Engels         | 1893               |